# Fridolin Ambongo Besungu
Fridolin Ambongo Besungu (sinh năm 1960) là một Hồng y người Cộng hòa Dân chủ Congo của Giáo hội Công giáo Rôma. Ông hiện đảm trách vai trò Tổng giám mục đô thành Tổng giáo phận Kinshasa, Cộng hòa Dân chủ Congo và Chủ tịch Liên Hội đồng Giám mục châu Phi và Madagasca. Ông từng đảm trách chức Phó Chủ tịch Hội đồng Giám mục Congo, từ năm 2016 đến năm 2020, Phó Chủ tịch Thứ Nhất Liên Hội đồng Giám mục Châu Phi và Madagascar từ tháng 8 năm 2022 đến tháng 2 năm 2023.

## Tiểu sử
Hồng y Besungu sinh ngày 24 tháng 1 năm 1960, tại Boto, thuộc Giáo phận Molegbe. Ông khấn lần đầu gia nhập vào dòng Phan Sinh Lúp dài vào năm 1981 và khấn thêm một lần nữa vào năm 1987.
Ngày 14 tháng 8 năm 1988, ông được truyền chức linh mục cho dòng của mình, ở tuổi 28. Ngày 22 tháng 11 năm 2004, linh mục Besungu được bổ nhiệm làm Giám mục chính tòa Giáo phận Bokungu-Ikela, thuộc Cộng hòa Dân chủ Công. Lễ tấn phong cho giám mục tân cử đã được cử hành sau đó vào ngày 6 tháng 3 năm 2005, với vị chủ phong là Tổng giám mục Tổng giáo phận Mbandaka-Bikoro Joseph Kumuondala Mbimba. Hai vị phụ phong gồm Tổng giám mục Giovanni d’Aniello, Sứ thần Tòa Thánh tại Congo và Hồng y Frédéric Etsou-Nzabi-Bamungwabi, C.I.C.M., Tổng giám mục Tổng giáo phận Kinshasa. Lễ tấn phong được cử hành trước Nhà thờ chính tòa Giáo phận Bokungu-Ikela.
Ba năm sau đó, Giám mục Besungu được bổ nhiệm làm Giám quản Tông Tòa giáo phận Kole và giữ vai trò này trong gần bảy năm, đến tháng 8 năm 2015. Ít lâu sau đó, tháng 3 năm 2016, ông được bổ nhiệm kiêm chức Giám quản Tông Tòa Tổng giáo phận Mbandaka-Bikoro. Từ tháng 11 năm 2016, ông kiêm Giám quản Tông Tòa giáo phận Bokungu-Ikela, trong khi bản thân được thăng Tổng giám mục Tổng giáo phận Mbandaka-Bikoro. Một tháng sau, ngày 11 tháng 12 năm 2016, ông chính thức nhậm chức Tổng giám mục.
Hơn một năm sau đó, vào ngày 6 tháng 2 năm 2018, Tổng giám mục Besungu được chọn làm Tổng giám mục phó Tổng giáo phận Kinshasa. Ông chính thức trở thành Giám quản Tông Tòa của Tổng giáo phận Mbandaka-Bikoro vào ngày 27 tháng 2, trong khi chấm dứt vai trò Giám quản Tông Tòa tại Bokungu-Ikelav vào ngày 6 tháng 3 cùng năm. Ngày 11 tháng 3 năm 2018, ông chính thức nhậm chức Tổng giám mục phó Kinshasa. Tổng giám mục Besungu kế nhiệm vào ngày 1 tháng 11 năm 2018, trở thành Tổng giám mục đô thành Kinshasa. Ông nhậm chức vào ngày 25 tháng 11 cùng năm. 
Ngày 5 tháng 10 năm 2019, Giáo hoàng thăng Tổng giám mục Besungu tước Hồng y Đẳng Linh mục Nhà thờ San Gabriele Arcangelo all’Acqua Traversa. Ông nhận nhà thờ tước hiệu sau đó ba năm, vào ngày 3 tháng 12 năm 2012. Kể từ ngày 26 tháng 1 năm 2020, ông thôi chức Giám quản Tông Tòa Mbandaka-Bikoro.
Hồng y Besungu là thành viên Hội đồng Hồng y Tư vấn kể từ ngày 15 tháng 10 năm 2020 và được tái bổ nhiệm ngày 7 tháng 3 năm 2023.